# Propan-1-ol

1-Propanol là một loại rượu với công thức phân tử CH3CH2CH2OH. Nó còn được biết đến với các tên gọi Propan-1-ol, rượu 1-propylic, rượu n-propylic hay đơn giản là propanol. Nó được sử dụng như là dung môi trong công nghiệp dược phẩm cũng như để chế tạo nhựa tổng hợp và các este xenluloza. Trong tự nhiên, nó được tạo ra với một lượng nhỏ bằng lên men.

## Thuộc tính hóa học
1-Prôpanol có các phản ứng hóa học của rượu bậc nhất. Do vậy nó dễ dàng chuyển hóa thành các ankyl halide; ví dụ iod tạo ra 1-iodoprôpan với hiệu suất 90% (xúc tác phosphor đỏ), trong khi PBr3 và xúc tác ZnCl2 tạo ra 1-brômoprôpan. Phản ứng với axít axêtic với sự có mặt của chất xúc tác H2SO4 trong điều kiện este hóa Fischer tạo ra prôpyl axêtat, trong khi cho prôpanol phản ứng với axít formic có thể tạo ra prôpyl format với hiệu suất 65%. Phản ứng oxy hóa 1-prôpanol bằng Na2Cr2O7 và H2SO4 chỉ tạo ra 36% prôpionalđêhít và vì thế đối với phản ứng loại này các phương pháp có hiệu suất cao hơn được khuyến nghị sử dụng như PCC hay oxy hóa Swern. oxy hóa với axít crômic sinh ra axít prôpionic

## Điều chế
1-Prôpanol là thành phần chính của dầu rượu tạp, sản phẩm phụ tạo thành từ các amino acid nào đó khi khoai tây hay ngũ cốc được lên men để sản xuất êtanol. Hiện nay, nó không còn là nguồn cơ bản của 1-prôpanol.
1-Prôpanol được sản xuất bằng hydro hóa prôpionalđêhít với chất xúc tác. Prôpionalđêhít tự nó được sản xuất thông qua công nghệ oxo, bằng cách hydroformylat hóa êtylen sử dụng cacbon mônôxít và hydro với chất xúc tác như côban octacacbonyl hay phức chất rôđi.
(1) H2C=CH2 + CO + H2 → CH3CH2CH=O
(2) CH3CH2CH=O + H2 → CH3CH2CH2OH
Trong phòng thí nghiệm thông thường người ta điều chế 1-prôpanol bằng cách xử lý 1-iodoprôpan với Ag2O ẩm.

## Lịch sử
1-Prôpanol được Chancel phát hiện ra năm 1853, là người đã thu được nó bằng chưng cất phân đoạn dầu rượu tạp.